# Sine captivis
La frase latina  sine captivis significa letteralmente: senza prigionieri. Veniva utilizzata dai comandanti romani per indicare che la battaglia sarebbe stata senza pietà. Non era prevista la cattura di prigionieri e di conseguenza non vi era possibilità per il nemico di arrendersi o di sfuggire allo scontro per vie diplomatiche.
Sappiamo che i Romani utilizzarono (parzialmente) tale scelta nella battaglia di Pidna. 
Anche durante le ultime fasi della rivolta spartachista si accenna a tale ordinanza militare: si narra che oltre 6000 prigionieri di Crasso furono crocifissi sulla via e lasciati morire al sole.